# Rhynchostegium pseudodistans
Rhynchostegium pseudodistans är en bladmossart som beskrevs av Cardot in Grandidier 1915. Rhynchostegium pseudodistans ingår i släktet näbbmossor, och familjen Brachytheciaceae. Inga underarter finns listade i Catalogue of Life.